# Lee Hae-chan
Lee Hae-chan. (Corea:이해찬, 10 de julio de 1952) es un político de Corea del Sur. Ha sido elegido en cinco ocasiones como diputado en la Asamblea Nacional y fue ministro de Educación con el presidente Kim Dae-jung. En 1995 fue primer teniente de alcalde de Seúl. Fue primer ministro desde 2004 hasta 2006.